# Винницький Богдан Васильович
Богдан Васильович Винницький (нар. 22.06.1953, с. Чайковичі Самбірського району Львівської області — пом. 17.02.2020) — професор, доктор фізико-математичних наук Дрогобицького державного педагогічного університету ім. Івана Франка.

## Життєпис
Народився 22 червня 1953 у селі Чайковичі Самбірського району Львівської області. Протягом 1961—1970 років навчався в Чайковицькій середній школі. У 1970 році поступив на фізико-математичний факультет Дрогобицького педагогічного інституту імені Івана Франка, який закінчив у 1975 році. Протягом 1975—1979 років навчався в аспірантурі при Львівському національному університеті імені Івана Франка. У 1980 році захистив кандидатську дисертацію «Деякі властивості рядів за системою», яку виконав під керівництвом професора М. М. Шеремети, а у 1996 році захистив докторську дисертацію «Системи експонент та їх узагальнення в просторах аналітичних функцій».

## Трудова діяльність
Протягом 1975/1976 років працював вчителем математики Коропужської середньої школи Городоцького району Львівської області. З вересня 1979 працював в Дрогобицькому педагогічному університеті імені Івана Франка. Протягом 2000/2014 років працював завідувачем кафедри математичного аналізу Дрогобицького педагогічного університету імені Івана Франка, а з вересня січня 2014 року працював завідувачем кафедри математики. Одноосібно підготував 7 кандидатів наук. Читав дисципліни «Математичний аналіз», «Вибрані розділи теорії функцій», «Функціональний аналіз» та інші.

## Наукові інтереси
Основні наукові результати стосуються теорії голоморфних функцій, систем експонент, базисів, множин єдиності, рівнянь згортки, теорії звичайних диференціальних рівнянь, рядів Діріхле, цілих функцій. Одним з основних результатів є повне розв'язання класичної задачі про опис послідовностей нулів функцій голоморфних у півплощині заданого експоненційного типу. Є автором понад 100 наукових та науково-методичних праць.

## Праці
- 1. Винницький, Б. В., Хаць Р. В., Шепарович І. Б. Основи одновимірного комплексного аналізу. Навчальний посібник Дрогобич: РВВДДПУ ім. Івана Франка — 2012. — 273 с. (Реком. До друку Вченою радою ДДПУ імені Івана Франка).
- 2. Винницький Б. В., Дільний В. М., Шаповаловський О. В., Шепарович І. Б. Математичний аналіз. Диференціювання функцій багатьох змінних. Навчально-методичний посібник для студентів спеціальності 6.040201. «Математика». — Дрогобич: РВВДДПУ ім. Івана Франка — 2013. — 36 с. (Реком. до друку Вченою радою ДДПУ імені Івана Франка).
- 3. Винницький Б. В., Дільний В. М., Шаповаловський О. В., Шепарович І. Б. Математичний аналіз. Метричні простори. Простір . Навчально-методичний посібник для студе нтів спеціальності 6.040201. «Математика». — Дрогобич: РВВДДПУ ім. Івана Франка — 2013. — 36 с. (Реком. до друку Вченою радою ДДПУ імені Івана Франка).
- 4. Винницький Б. В., Дільний В. М., Шаповаловський О. В., Шепарович І. Б. Математичний аналіз. Диференціювання функцій з в . Навчально-методичний посібник для студентів спеціальності 6.040201. «Математика». — Дрогобич: РВВДДПУ ім. Івана Франка — 2013. — 36 с.(Реком. до друку Вченою радою ДДПУ імені Івана Франка).
- 5. Винницький Б. В., Дільний В. М., Шаповаловський О. В., Шепарович І. Б. Математичний аналіз. Подвійні і потрійні інтеграли. Навчально-методичний посібник для студентів спеціальності 6.040201. «Математика». — Дрогобич: РВВДДПУ ім. Івана Франка — 2013. — 30 с.(Реком. до друку Вченою радою ДДПУ імені Івана Франка).
- 6. Винницький Б. В., Дільний В. М., Шаповаловський О. В., Шепарович І. Б. Математичний аналіз. Інтеграли залежні від параметру. Навчально-методичний посібник для студентів спеціальності 6.040201. «Математика». — Дрогобич: РВВДДПУ ім. Івана Франка — 2013. — 30 с. (Реком. до друку Вченою радою ДДПУ імені Івана Франка).
- 7. Винницький Б. В., Шаповаловський О. В., Шаран В. Л., Хаць Р. В. Математичний аналіз функцій однієї змінної. Ч.1: навчальний посібник [для студентів фізико-математичних спеціальностей вищих навчальних закладів] / Богдан Винницький, Олександр Шаповаловський, Володимир Шаран, Руслан Хаць. — Дрогобич: ДДПУ, 2013. — 500 с. (Гриф МОН № 1/11-19869 від 17.12.13).
- 8. Винницький Б. В., Шаповаловський О. В., Шаран В. Л., Хаць Р. В. Математичний аналіз функцій однієї змінної. Ч.2: навчальний посібник [для студентів фізико-математичних спеціальностей вищих навчальних закладів] / Богдан Винницький, Олександр Шаповаловський, Володимир Шаран, Руслан Хаць. — Дрогобич: ДДПУ, 2013. — 500 с. (Гриф МОН № 1/11-20787 від 31.12.13).
- 9. Винницький Б. В., Дільний В. М., Шепарович І. Б. Математичний аналіз. Диференціальне числення функцій багатьох змінних. Навчальний посібник (лекції, практичні та індивідуальні завдання)Дрогобич: РВВДДПУ ім. Івана Франка — 2014. — 207 c. (Реком. до друку Вченою радою ДДПУ ім.. І.Франка).
- 10. Винницький Б. В., Хаць Р. В. Вибрані розділи теорії функцій, Ч.1: навчальний посібник [для студентів освітньо-кваліфікаційного рівня «Магістр» галузі знань: 0402 фізико-математичні науки, спеціальності 8.04020101. Математика] / Богдан Винницький, Руслан Хаць. — Дрогобич: Видавничий відділ ДДПУ ім. І. Франка, 2014. — 128 с.
- 11. Винницький Б. В., Дільний В. М., Хаць Р. В., Шепарович І. Б. Функціональний аналіз, Ч.1: навчальний посібник [для студентів спеціальності «Математика»] / Богдан Винницький, Володимир Дільний, Руслан Хаць, Ірина Шепарович. — Дрогобич: Видавничий відділ ДДПУ ім. І. Франка, 2014. — 151 с.
- 12. Винницький Б. В., Шавала О. В. Диференціальні рівняння, Ч.1: навчальний посібник [для студентів спеціальності «Математика»]/ Винницький Богдан, Шавала Олена. — Дрогобич: Видавничий відділ ДДПУ імені ІванаФранка, 2014—136с.[3]

## Статті
- 1. Винницкий Б. В. Об описании базисов из обобщенных систем экспонент Матем.сборн. 1988.Т.135, № 1.-С. 59-79. [Архівовано 6 жовтня 2021 у Wayback Machine.]
- 2. Винницкий Б. В. О нулях функций, аналитических в полуплоскости, и полноте систем экспонент. Укр.мат. журн.-1994-Т.46. № 5.-С.484-500.
- 3. Винницький Б. В., Юрків М. І. Asymptotic properties of holmorphic functions in the half-plane of improved regular growth of order less than one. Матем. студії. — 2008, — 30, 2009 р. № 2. — 173—179.
- 4. Винницький Б. В., Хаць Р. В. Some approximation properties of the systems of Bessel functions of index . Матем. Студії. — 2010. — 34, № — С. 152—159.
- 5. Vynnyts‘kyi B. V., Shavala. Remarks on Šeda theorem. Acta Math. Univ. Comenianae. 2012–Vol. LXXXI, № 1. P.55–60.
- 6. Vynnyts‘kyi B. V., Khats’ R. On asymptotic properties of entire functions, similar to the entire functions of completely regular growth. Вісник НУ «Львівська політехніка». Серія фізико-математичні науки. — Львів: Видавництво Національного університету «Львівська політехніка», № 2011, С. 5–9.
- 7. Vynnyts‘kyi B. V., O. Shavala. Some properties of boundary value problems for Bessel's equation Математичний вісник Наукового товариства імені Шевченка — 2013, Т.10 .С.189-192.
- 8. Vinnitskii B. V., Dilnyi V. On approximation properties of one trigonometric system. Russian Mathematics — 2014. — Т. 58. –№ 11. С. 10-21.
- 9. Vynnyts‘kyi B. V., Khats’ A remark on basis property of systems of Bessel and Mittag-Leffler type functions . Journal of Contemporary Mathematical Analysis. — 50. — № 6. 2015. P. 300—305.
- 10. Vynnyts‘kyi B. V., Khats’ .On the completeness and minimality of sets of Bessel functions in weighted L2-spaces . Eurasian Mathematical Journal. 2015– 6. — № 1. P. 123—131.[3]